# Пургін Андрій Євгенович
Пургін Андрій Євгенович (26 січня 1972) — проросійський політик, український колабораціоніст з Росією, ватажок та співзасновник терористичної організації «Донецька республіка», головною метою якого була так звана федералізація України.

## Життєпис
Стояв біля витоків сепаратистської організації «Донецька республіка». 6 грудня 2005 разом з Олександром Цурканом та Олегом Фроловим він заснував міське відділення об'єднання, а три дні потому взяв участь у створенні обласної організації. Окрім суспільно-політичної діяльності Пургін займався приватним підприємництвом, утримував магазин будівельних матеріалів.
На початку 2007 року представники «Донецької республіки» провели низку акцій у різних містах східної України, пропагуючи ідеї сепаратизму та федералізації країни. 11 квітня вони розгорнули свої прапори під час мітингу на Майдані Незалежності в Києві. 12 листопада 2007 року, згідно з рішенням Донецького окружного адміністративного суду, діяльність «Донецької республіки» на території України було заборонено, а проти її лідерів порушено кримінальні справи. Втім, організація продовжила існувати підпільно, хоча колишньої активності не виявляла, обмежуючись поодинокими акціями.
9 лютого 2009 року активісти «Донецької республіки» розповсюдили заяву, що віднині Донбас та Херсонська область є «незалежною суверенною російською федеративною державою». Згідно з декларацією про незалежність, носієм та гарантом суверенітету ДР є народ. 11 грудня Служба безпеки України завершила розслідування карної справи, за результатами якого троє лідерів організації, в тому числі й Пургін, підлягали засудженню на термін від 2 до 5 років.
1 червня 2012 року члени організації відкрили власне «посольство» у штаб-квартирі «Євразійського союзу молоді» в Москві, де займалися видачею паспортів громадян «Донецької республіки». За словами приймаючої сторони цей крок мав послужити подальшому зміцненню зв'язків жителів Донецької Республіки та решти Росії, справі возз'єднання штучно розділених у 1991 році земель історичної Росії.
4 квітня 2013 року активісти «Донецької республіки» зірвали проведення українсько-американського семінару з IT-технологій через те, що відкривати його мав посол США в Україні Джон Теффт. На думку сепаратистів конференцію було влаштовано для підготовки до революції. Увірвавшись до будівлі культурного центру «Ізоляція», вони штовхали та били охоронців, словесно принижували учасників. Міліція на подібні дії ніяк не відреагувала. Серед нападників було відмічено й присутність Андрія Пургіна.
1 березня 2014 року під час проросійських мітингів у Донецьку представники «Донецької республіки» приєдналися до самопроголошеного губернатора Донеччини Павла Губарєва, вимагаючи відставки Андрія Шишацького та штурмуючи будівлю Донецької ОДА. Під стінами адміністрації демонстранти вимагали провести референдум про відокремлення Донбасу зі складу України, спустили з флагштоку прапор України та замінили його російським стягом.
19 березня 2014 року Служба безпеки України затримала Андрія Пургіна через підозру в сепаратистській діяльності, проте вже 22 березня він був на свободі. 19 квітня Служба безпеки України оголосила Пургина в розшук за звинуваченням у тероризмі.
16 травня став першим віце-прем'єром так званого «уряду ДНР», 14 листопада — головою «народної ради». 20 червня сепаратиста було внесено до списку санкцій США.
5 вересня 2014 року Пургін підписав Мінські угоди з боку ДНР.
4 вересня 2015 Пургіна і керівника секретаріату «народної ради ДНР» Олексія Александрова, які поверталися з РФ, терористи ДНР заблокували на російському кордоні на пропускному пункті Успенка і кілька годин не пропускали до тимчасово окупованих територій України. Згодом їх пропустили і затримали на під'їзді до Донецьку, передавши терористам з «міністерства держбезпеки». Увечері цього дня стало відомо про відставку Пургіна, посаду ватажка «народної ради» Денис Пушилін. Пургін назвав своє відсторонення свавіллям, але заявив про плани створити мережеву «Донецьку республіку». Протягом 2016 року провів кілька конференцій (Ростов-на-Дону, Луганськ, Донецьк, Воронеж) по організації нового руху «Південь Росії».
6 лютого 2017 року рішенням «депутатів» ДНР був достроково позбавлений мандата разом зі своїм прихильником Дмитром Лучиним з формулюванням «невиконання депутатських обов'язків». Офіційною причиною було названо пропуск всіх засідань осінньої сесії парламенту.
6 листопада 2019 року став головним редактором інформаційного агентства «Новоросія».

## Санкції
Андрій Пургін був учасником і організатором сепаратистських акцій, координатором акцій «російських туристів» в Донецьку, підтримував деаскалацію та ворожий конфлікт, що порушував територіальну цілісність України. Андрій Пургін є підсанкційною особою багатьох країн світу.
18 червня 2021 року доданий до санкційного списку України.